# Pucolán

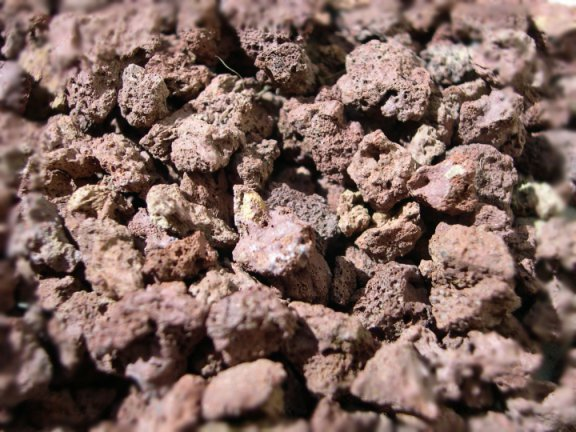
Pucolán

Pucolán (italsky pozzolana), též pucolánový popel, je jemný písečný sopečný popel využívaný od starověku jako hydraulické pojivo do malt a betonů.
Jde o vulkanický hlinitokřemičitan. Byl objeven již v dobách starého Říma, v Itálii u města Pozzuoli v sousedství Neapole, ale později i na mnoha jiných místech.
Římský architekt Marcus Vitruvius Pollio zmiňuje čtyři druhy pucolánu: černý, bílý, šedý a červený, které lze nalézt v sopečných oblastech Itálie, kolem Neapole.
Pucolánové přísady zajišťují hydraulicitu pojiv. Jednalo se buď o sopečný popel z okolí Vesuvu, nebo porýnské trasy.
Pucolánová aktivita je schopnost reagovat s Ca(OH)2, určují se tak pojivé vlastnosti.
Pro snížení vývinu hydratačního tepla v betonu se může nahradit část cementu pucolánem.